# 拉吉斯拉夫·托曼
拉吉斯拉夫·托曼（捷克語：Ladislav Toman，1934年7月13日—2018年7月10日），捷克男子排球运动员。他曾代表捷克斯洛伐克国家队参加1964年夏季奥林匹克运动会排球比赛，获得一枚银牌。